# Гуадалупе (окръг, Ню Мексико)
Вижте пояснителната страница за други населени места с името Гуадалупе.
Окръг Гуадалупе (на английски: Guadalupe County) е окръг в щата Ню Мексико, Съединени американски щати. Площта му е 7853 km², а населението – 4429 души (2017). Административен център е град Санта Роза.